# Ангеликовая кислота
Ангеликовая кислота ((Z)-2-метилбут-2-еновая кислота, α-Метилкротоновая кислота, транс-1,2-диметилакриловая кислота) — одноосновная ненасыщенная карбоновая кислота, транс-изомер тиглиновой кислоты. Представляет собой лабильную форму, в то время как тиглиновая кислота — стабильную. Твёрдое вещество, растворимое в воде.

## Получение
- Ангеликовая кислота содержится в виде эфира в масле римской ромашки и корне дягиля лекарственного, из которых может быть получена путём экстракции[1].

- Может быть получена и синтетически. Например, дегидратацией α-окси-α-метилмасляной кислоты[2]:

{\displaystyle {\ce {CH3CH2C(OH)(CH3)COOH ->[kat] CH3CH=C(CH3)COOH + H2O}}}

## Физические свойства
Ангеликовая кислота представляет собой твёрдое вещество, растворимое в спирте, эфире, горячей воде. Более сильная кислота, чем тиглиновая. Теплота сгорания составляет 635 ккал/моль.

## Химические свойства
- Под действием разбавленной щёлочи, концентрированной серной кислоты, небольшого количества брома или при нагревании изомеризуется в тиглиновую кислоту, будучи менее стабильным стереоизомером[1]. Впервые это установил немецкий учёный И. Вислиценус в 1896 году[5].

- Вступает в реакции этерификации, однако с меньшей скоростью, чем тиглиновая кислота, ввиду бо́льших пространственных затруднений[3].

## Применение
Ангеликовая кислота применяется в производстве лекарственных средств, к примеру, производных пиразолидона, душистых веществ в парфюмерии, к примеру, эфиров ангеликовой кислоты и гераниола, фарнезола, спиртов с количеством атомов углерода от 8 до 15. Также нашла применение в качестве ароматизирующих добавок к пищевым продуктам..